# Avengers: Endgame
Avengers: Endgame è un film del 2019 diretto da Anthony e Joe Russo.
Basato sul gruppo dei Vendicatori di Marvel Comics, è il 22º film del Marvel Cinematic Universe (MCU) e sequel di Avengers: Infinity War (2018).
Era stato annunciato nell'ottobre 2014 con il titolo di Avengers: Infinity War - Part 2. Nel luglio 2016 la Marvel ha cancellato il titolo precedente, mentre il titolo definitivo del film è stato reso noto il 7 dicembre 2018 con la pubblicazione del primo trailer. La pellicola comprende un cast corale che include molti degli attori comparsi nei precedenti film del MCU.
Il film ha ottenuto un grande successo di critica e pubblico, stabilendo numerosi record al botteghino, diventando anche il maggior incasso nella storia del cinema, superando Avatar, ma venendo nuovamente superato da quest'ultimo nel marzo 2021; è stato inoltre candidato a svariati premi cinematografici, tra i quali l'Oscar ai migliori effetti speciali.

## Trama
In seguito allo schiocco di dita di Thanos, Clint Barton vede scomparire tutta la sua famiglia. Ventidue giorni più tardi, Tony Stark e Nebula, che si trovano sull'astronave dei Guardiani della Galassia, vengono salvati e portati al quartier generale degli Avengers da Captain Marvel. I tre si ricongiungono con Pepper Potts, Steve Rogers, Natasha Romanoff, Bruce Banner, James Rhodes, Thor e Rocket. Il gruppo, speranzoso di utilizzare le Gemme per riportare tutti in vita, localizza il pianeta dove si trova Thanos (che sembra aver riutilizzato le gemme) ma, una volta raggiunto, quest'ultimo spiega di averle utilizzate solo per distruggerle, sfruttando il loro stesso potere, cosa che gli è quasi costata la vita, e che la sua missione è ormai compiuta, appreso ciò, Thor, furioso, lo decapita.
Trascorrono cinque anni, durante i quali Ant-Man è rimasto imprigionato nel regno quantico, da cui casualmente riesce a sfuggire. Per lui sembra che il tempo sia passato in modo veloce e che siano trascorse solo cinque ore, e, dopo aver ritrovato la figlia Cassie ormai cresciuta e scopre degli ultimi eventi, va da Steve e Natasha, proponendo di sfruttare il regno quantico per viaggiare nel tempo. Pertanto, i tre fanno visita a Stark, chiedendogli aiuto, questi però rifiuta, preso dai sensi di colpa per aver perso Peter Parker, inoltre lui è Pepper si sono spostati e hanno una figlia. Quindi il trio si rivolge a Bruce Banner, che nel frattempo ha trovato un modo per trasformarsi in Hulk mantenendo il cervello dello scienziato. Banner accetta di aiutarli, ma i primi tentativi si rivelano fallimentari, finché Stark arriva in loro aiuto, dicendo di aver sviluppato un bracciale GPS che può aiutare a viaggiare nel regno quantico. Tony riconsegna inoltre a Rogers lo scudo e i due fanno pace. Nel frattempo Natasha rintraccia Barton, che mosso dalla rabbia per la perdita della sua famiglia è diventato uno spietato assassino di criminali, riuscendo a convincerlo a tornare. Intanto Hulk e Rocket (tornato sulla Terra con Nebula) rintracciano Thor in una città fondata e abitata dagli Asgardiani sopravvissuti e che, frustrato dal fallimento, è notevolmente ingrassato. Grazie al lavoro di Stark e Banner, la prima prova di viaggio nel tempo va a buon fine.
Il gruppo si divide: Stark, Rogers, Lang e Banner tornano nel 2012 a New York. Banner cerca la Gemma del Tempo; tuttavia, all'epoca dei fatti Stephen Strange era ancora un chirurgo praticante ignaro delle Arti Mistiche, quindi la gemma è ancora in possesso dell'Antico. Inizialmente riluttante, l'Antico accetta di prestargliela, con Bruce che promette di riportarla nella loro realtà per evitare ulteriori sconvolgimenti dimensionali e di compromettere la stabilità di quella realtà. Captain America riesce a recuperare la Gemma della Mente sfruttando l'essere a conoscenza del fatto che molti dei membri dello S.H.I.E.L.D. presenti sul posto fossero in realtà agenti dell'HYDRA in incognito e facendosi quindi consegnare lo scettro di Loki; Iron Man e Ant-Man falliscono nel loro intento, causando anche la fuga di Loki. Mentre Lang e Banner tornano nel presente con le loro Gemme, Stark e Rogers sono costretti ad andare nel 1970 per recuperare il Tesseract oltre che nuove particelle Pym, necessarie per continuare a viaggiare nel tempo, dalla base dello S.H.I.E.L.D.. In tale frangente, Tony incontra casualmente suo padre; Tony riesce quindi a salutare un ultima volta(ancorché egli fosse all'oscuro di chi realmente si trovasse di fronte), mentre Steve vede Peggy di nascosto.
Thor e Rocket tornano nel 2013 ad Asgard per recuperare la Gemma della Realtà da Jane Foster. Qui Thor ha un breve dialogo con sua madre Frigga, recupera fiducia in se stesso e nel mentre anche Mjolnir. Natasha, Clint, Nebula e Rhodes tornano nel 2014: i primi due si recano su Vormir a prendere la Gemma dell'Anima, ma Teschio Rosso li avverte che uno dei due dovrà sacrificarsi. I due si scontrano, in quanto ognuno dei due vuole immolarsi, ma alla fine è Natasha a morire, e Clint viene in possesso della Gemma. Nebula e Rhodes recuperano la Gemma del Potere su Morag, ma vengono scoperti dalla Nebula di quell'epoca, ancora fedele a Thanos, il quale riesce a vedere i ricordi della Nebula del futuro. Il titano pianifica di plasmare un nuovo universo, consapevole non di quello che ha perso, ma solo di quello che ha ricevuto. La Nebula del passato assume le sembianze della Nebula del futuro.
Tornati alla loro epoca con le Gemme dell'Infinito, Banner indossa un nuovo Guanto e riporta tutti in vita, ferendosi gravemente. Tuttavia, la Nebula del passato fa materializzare nel presente l'astronave di Thanos, che distrugge il quartier generale degli Avengers, portando inoltre con sé un enorme esercito di razze aliene, tra cui i Chitauri, i Leviatani, gli Outriders, i mercenari di Sakaar e i Gorilla Chitauri. Thor, Iron Man e Captain America, il quale riesce anche a brandire Mjolnir, affrontano Thanos. Barton trova il Guanto e cerca di portarlo più lontano possibile dagli Outriders, venendo però ostacolato dalla Nebula del passato: in suo aiuto giungono la versione passata di Gamora, ribellatasi a Thanos, e la Nebula del futuro, che elimina il suo doppio. Ant-Man riemerge dalle macerie in versione Giant-Man portando in salvo War Machine, Hulk e Rocket. Giungono sul campo di battaglia anche Spider-Man, le truppe del Wakanda con T'Challa, Shuri, Okoye e M'Baku, gli stregoni del Kamar-Taj guidati da Wong e Strange, Bucky Barnes, Hope van Dyne, Wilson, Wanda, il resto dei Guardiani della Galassia, i Ravagers, Captain Marvel, Pepper Potts con un'armatura creata per lei da Stark e gli Asgardiani guidati da Valchiria e Korg. Nonostante la superiorità di Thanos gli Avengers riescono a rallentarlo, l'arrivo di Denvers distrugge la sua astronave e quando il titano riprende il Guanto, lei gli impedisce di schioccare le dita, ma Thanos con la Gemma del Potere la mette fuori gioco. La battaglia sembra perdurare, quando Iron Man attacca Thanos, rubando le Gemme dal Guanto e crea un guanto dalla sua armatura schioccando le dita per far dissolvere Thanos e il suo esercito. L'energia emessa dal guanto annienta Stark, che muore circondato da sua moglie e dai suoi compagni, i quali si inchinano di fronte al cadavere.
Dopo il funerale di Stark, Thor si unisce ai Guardiani della Galassia insieme a Nebula, lasciando a Valchiria il comando sugli Asgardiani; Parker, Burton, Lang e T'Challa, tornano alle loro vite e Captain America viene mandato un'ultima volta indietro nel tempo per riportare le Gemme e Mjolnir alla loro epoca, davanti a Wilson e Bucky, ma senza tornare. Appare invece sul posto un Rogers molto invecchiato che afferma di essere felice per essersi riunito alla sua Peggy Carter nel passato. Il Capitano, poi, dona il suo scudo a Falcon.

## Personaggi
- Tony Stark / Iron Man, interpretato da Robert Downey Jr.: leader e principale benefattore degli Avengers; geniale inventore, miliardario, ex playboy e filantropo, è dotato di un'armatura esoscheletrica di propria invenzione.[4]
- Steve Rogers / Captain America, interpretato da Chris Evans: leader di una parte degli Avengers. Si tratta di un veterano della seconda guerra mondiale le cui capacità fisiche sono state incrementate grazie a un siero sperimentale e che è rimasto intrappolato nel ghiaccio fino al suo risveglio in tempi moderni. Nonostante il film andasse oltre il contratto iniziale di Evans con Marvel di sei film, che si sarebbe dovuto concludere con Avengers: Infinity War, l'attore ha accettato comunque di parteciparvi «perché aveva senso. Darà una conclusione a tutto».[5]
- Bruce Banner / Hulk, interpretato da Mark Ruffalo: uno degli Avengers e brillante scienziato che, a causa dell'esposizione ai raggi gamma, si trasforma in un potente mostro ogni volta che è arrabbiato o eccessivamente agitato.[6]
- Thor, interpretato da Chris Hemsworth: uno degli Avengers e re di Asgard, è basato sull'omonima divinità norrena.[7] Thor ora maneggia un'ascia mistica chiamata "Stormbreaker", dopo che il martello Mjolnir è andato distrutto durante gli eventi di Thor: Ragnarok.[8]
- Natasha Romanoff / Vedova Nera, interpretata da Scarlett Johansson: una spia altamente addestrata ed ex-agente dello S.H.I.E.L.D. Fa parte della fazione di Rogers che si è separata dal resto degli Avengers.[4][9]
- Clint Barton / Ronin / Occhio di Falco, interpretato da Jeremy Renner: un abile arciere, ex-Vendicatore e membro dello S.H.I.E.L.D., che ora ha assunto l'identità di Ronin.[10][11][12]
- James Rhodes / War Machine, interpretato da Don Cheadle: un militare della United States Air Force e membro degli Avengers che indossa una delle armature progettate da Tony Stark.[13]
- Scott Lang / Ant-Man, interpretato da Paul Rudd: un ex-criminale di strada che è entrato in possesso di una tuta con la quale è in grado di rimpicciolire e ingrandire il proprio corpo a piacimento.[4]
- Carol Danvers / Captain Marvel, interpretata da Brie Larson: una pilota della United States Air Force che ha ricevuto poteri sovrumani e la capacità di volare a causa di un incidente.[14][15] Lo sceneggiatore Christopher Markus ha dichiarato che i poteri di Danvers sorpassano di gran lunga quelli di qualunque altro personaggio del MCU, e ha paragonato la sua personalità con quella di Rogers, «che è quel tipo di persona che ha ragione e sa di avere ragione e non vuole sentirsi dire dagli altri che ha torto».[16]
- Nebula, interpretata da Karen Gillan: una delle figlie adottive di Thanos, cresciuta come sorella di Gamora.[17]
- Okoye, interpretata da Danai Gurira: capitano delle Dora Milaje.[18]
- Wong, interpretato da Benedict Wong: uno dei Maestri delle Arti Mistiche che ha il compito di proteggere le reliquie più preziose di Kamar-Taj.[19]
- Happy Hogan, interpretato da Jon Favreau: ex-capo della sicurezza delle Stark Industries e il personale autista e guardia del corpo di Tony Stark.[20]
- Rocket, doppiato da Bradley Cooper: un membro dei Guardiani della Galassia e un mercenario esperto di armi e tattiche di combattimento, è un procione antropomorfo modificato geneticamente.[21]
- Pepper Potts, interpretata da Gwyneth Paltrow: fidanzata di Stark e amministratrice delegata delle Stark Industries;[20] in questo film indosserà per la prima volta un'armatura propria.[22]
- Thanos, interpretato da Josh Brolin: un despota intergalattico originario di Titano che ha acquisito le sei Gemme dell'infinito per imporre la propria volontà sull'intero universo.[23][24] Oltre ad aver prestato la voce al personaggio, Brolin ha realizzato la motion capture durante le riprese sul set.[25]

Riprendono i loro ruoli da Infinity War: Benedict Cumberbatch interpreta il Dott. Stephen Strange, Chadwick Boseman interpreta T'Challa / Black Panther, Tom Holland interpreta Peter Parker / Spider-Man, Zoe Saldana interpreta Gamora, Elizabeth Olsen interpreta Wanda Maximoff / Scarlet Witch, Anthony Mackie interpreta Sam Wilson / Falcon, Sebastian Stan interpreta Bucky Barnes / Soldato d'Inverno, Tom Hiddleston interpreta Loki, Pom Klementieff interpreta Mantis, Dave Bautista interpreta Drax il Distruttore, Letitia Wright interpreta Shuri, William Hurt interpreta Thaddeus "Thunderbolt" Ross, Cobie Smulders interpreta Maria Hill, Winston Duke interpreta M'Baku, Tom Vaughan-Lawlor interpreta Fauce d'Ebano, Jacob Batalon interpreta Ned Leeds, Vin Diesel interpreta Groot, Chris Pratt interpreta Peter Quill / Star-Lord, Samuel L. Jackson interpreta Nick Fury, Ross Marquand interpreta Teschio Rosso, Michael James Shaw interpreta Gamma Corvi, Terry Notary interpreta Cacciatore d'Ossidiana, Kerry Condon torna a dare la voce a F.R.I.D.A.Y. e Monique Ganderton interpreta il motion capture di Proxima Media Nox, avendola precedentemente interpretata insieme a Carrie Coon.
Riprendono i loro ruoli dai precedenti film: Evangeline Lilly interpreta Hope van Dyne / Wasp, Tessa Thompson interpreta Valchiria, Rene Russo interpreta Frigga, John Slattery interpreta Howard Stark, Tilda Swinton interpreta Antico, Hayley Atwell interpreta Peggy Carter, Marisa Tomei interpreta May Parker, Taika Waititi interpreta Korg, Angela Bassett interpreta Ramonda, Michael Douglas interpreta Henry "Hank" Pym, Michelle Pfeiffer interpreta Janet van Dyne, Linda Cardellini interpreta Laura Barton, Maximiliano Hernández interpreta Jasper Sitwell, Frank Grillo interpreta Brock Rumlow / Crossbones, Robert Redford interpreta Alexander Pierce, Callan Mulvey interpreta Jack Rollins e Ty Simpkins interpreta Harley Keener. Natalie Portman interpreta Jane Foster attraverso una scena tagliata da Thor: The Dark World e un nuovo doppiaggio che la Portman ha registrato per quando Foster appare parlando a distanza. James D'Arcy riprende il suo ruolo di Edwin Jarvis dalla serie TV Agent Carter, segnando la prima volta che un personaggio introdotto in una serie televisiva del MCU appare in un film.
Inoltre Hiroyuki Sanada interpreta Akihiko, un boss della Yakuza che opera a Tokyo. Alexandra Rabe interpreta Morgan Stark, la figlia di Tony e Pepper. Emma Fuhrmann interpreta Cassie Lang, la figlia di Scott. Il co-creatore degli Avengers, Stan Lee, compare in un cameo postumo all'interno del film. In una scena appaiono in un cameo anche uno dei due registi, Joe Russo, e il creatore di Thanos, Jim Starlin.

## Produzione

### Sviluppo

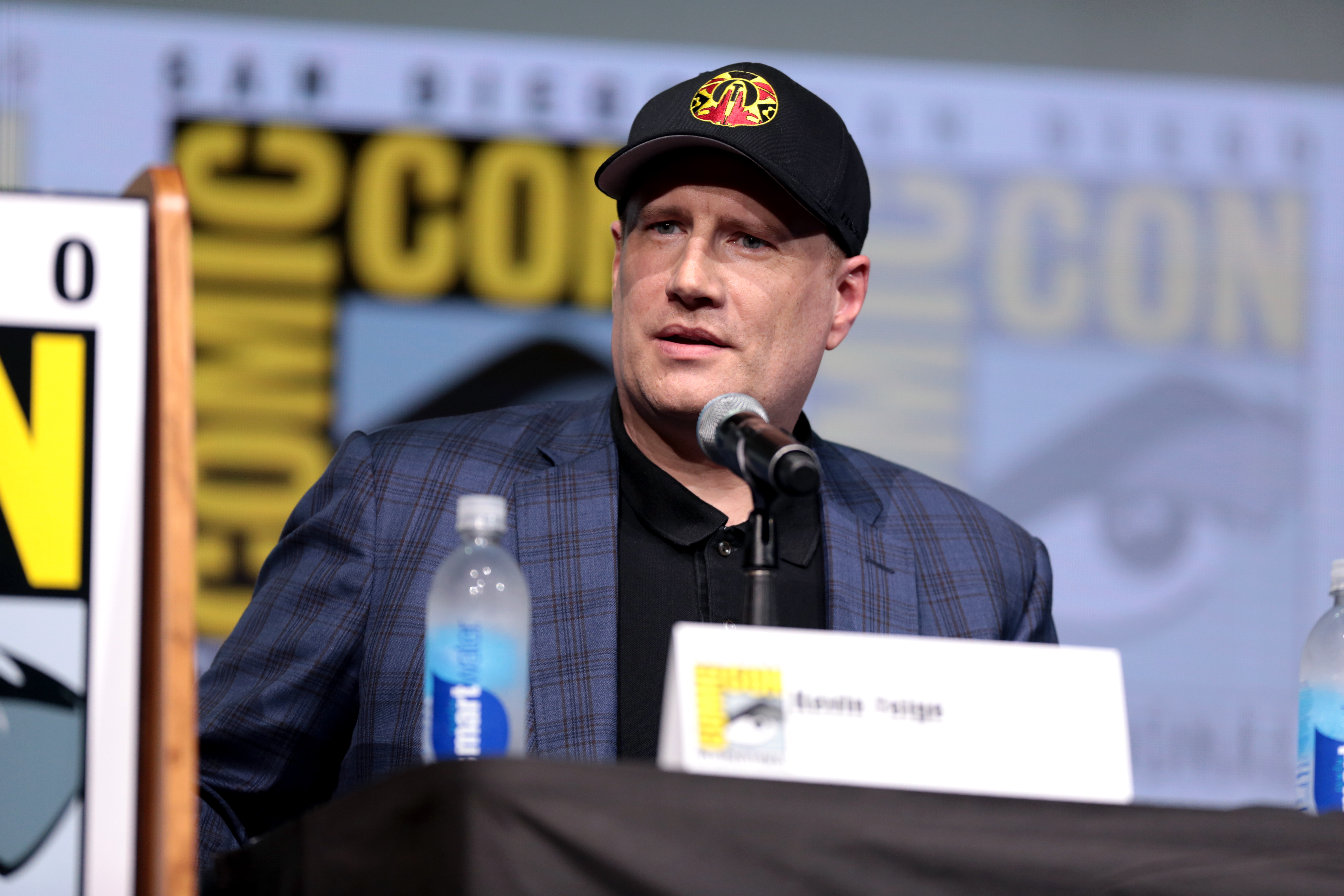
Il produttore Kevin Feige, presidente dei Marvel Studios

Nell'ottobre 2014, Marvel Comics ha annunciato che avrebbe realizzato un seguito di Avengers: Age of Ultron diviso in due parti, dal titolo Avengers: Infinity War. L'uscita della Parte 1 era prevista per il 4 maggio 2018, mentre la Parte 2 sarebbe dovuta uscire il 3 maggio 2019. Nell'aprile 2015, la Marvel ha dichiarato che Anthony e Joe Russo avrebbero diretto entrambi i capitoli di Avengers: Infinity War, e che l'inizio delle riprese back-to-back era previsto per il 2016. Nello stesso mese Kevin Feige, presidente dei Marvel Studios, ha dichiarato che i due film sarebbero stati separati e a sé stanti: «dal momento che [hanno] così tanti elementi in comune, ci è sembrato appropriato [...] [sottotitolare i due film] in quel modo. Ma non la considererei una storia divisa in due parti. Direi che ne faremo due film distinti». A maggio 2015 Feige ha confermato che gli sceneggiatori Christopher Markus e Stephen McFeely avrebbero partecipato alla lavorazione di entrambe le parti del film.

### Pre-produzione
A maggio 2016 i fratelli Russo hanno confermato che avrebbero cambiato i titoli dei due film, così da allontanare maggiormente i sospetti che quello in lavorazione fosse un solo grande film diviso in due parti; in proposito, Joe Russo ha dichiarato: «la nostra intenzione è quella di cambiare [i titoli], anche se non abbiamo ancora deciso in che modo». Nel mese di luglio 2016, la Marvel ha deciso di rimuovere il titolo dal film, riferendosi a esso semplicemente come un «film senza titolo sui Vendicatori»; Feige e i fratelli Russo hanno in seguito dichiarato che il titolo non era stato ancora reso pubblico perché avrebbe svelato dettagli importanti sulla trama di questo film e di Avengers: Infinity War, e Feige ha suggerito che il titolo sarebbe stato rivelato alla fine del 2018.

### Riprese

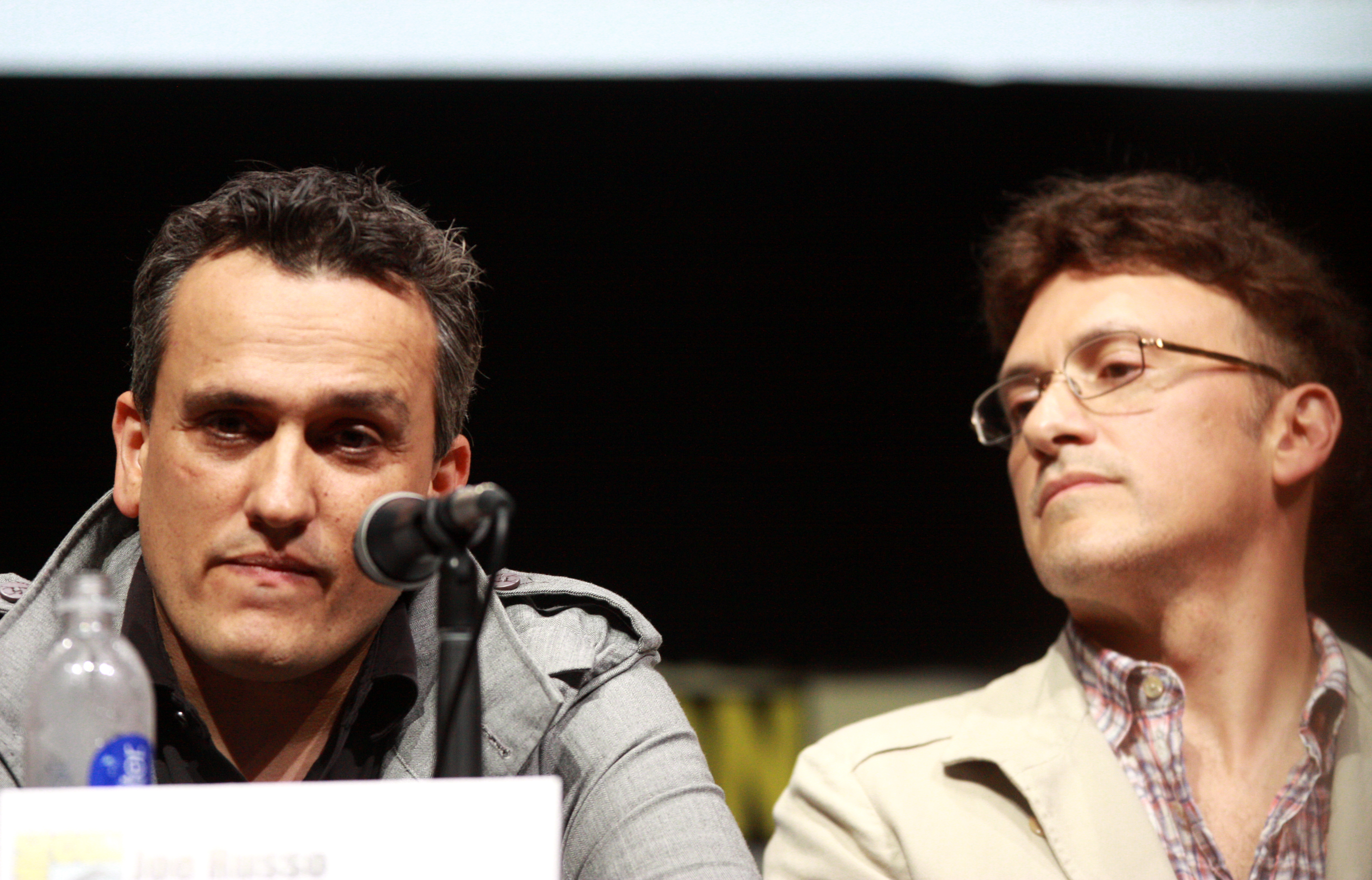
I fratelli Russo hanno diretto sia Avengers: Infinity War che il suo seguito

La fase di lavorazione del film è incominciata il 10 agosto 2017, sotto il titolo di lavorazione di Mary Lou 2, presso i Pinewood Atlanta Studios nella contea di Fayette, e Trent Opaloch nel ruolo di direttore della fotografia. Il film, così come Avengers: Infinity War, è stato girato utilizzando camere da presa 2D IMAX/Arri; sono infatti i primi film di Hollywood a essere girati interamente con cineprese digitali in formato IMAX. Sempre ad agosto, le riprese si sono tenute in un quartiere del distretto di Downtown di Atlanta, vicino alla stazione metropolitana di Five Points, e a Piedmont Park. Feige ha dichiarato che inizialmente i due film avrebbero dovuto essere girati in contemporanea, ma alla fine ha deciso di realizzarli back-to-back, spiegando: «li stiamo facendo uno dopo l'altro. Stava diventando troppo complicato fare le riprese da una parte e dall'altra in quel modo [...] Volevamo poterci concentrare su un film e girare quello, e poi concentrarci su un altro film e girare quell'altro». Anthony Russo riteneva inizialmente che sarebbe stato più logico girare i due film contemporaneamente per ragioni logistiche e finanziarie, considerando anche il grande numero di attori coinvolti, nonostante i due film fossero distinti e separati l'uno dall'altro, e aveva suggerito di «girare parti del primo film per un po' di giorni e poi girare parti del secondo film per altri giorni. Facciamo avanti e indietro». La lavorazione del film si è conclusa l'11 gennaio 2018. Il 7 settembre 2018 sono iniziate delle riprese aggiuntive, concludendosi il 12 ottobre 2018. Sia Evans sia Hemsworth sono stati pagati 15 milioni di dollari, mentre il budget del film è stato di 356 milioni di dollari, facendolo diventare uno dei più costosi della storia del cinema.

### Effetti speciali
Gli effetti speciali di Avengers: Endgame sono stati creati da Industrial Light & Magic, Weta Digital, Double Negative, Framestore, Cinesite, Digital Domain, Rise, Lola VFX, Cantina Creative, Capital T, Technicolor VFX, e Territory Studio.

## Colonna sonora
Nel giugno 2016 è stato annunciato che il compositore Alan Silvestri, che aveva precedentemente lavorato anche a The Avengers, sarebbe tornato per curare la colonna sonora sia di Avengers: Infinity War che di Avengers: Endgame.

## Promozione
Nel giugno 2018, Kevin Feige, presidente dei Marvel Studios, in riferimento alle domande sull'eventualità che i personaggi morti in Avengers: Infinity War avrebbero potuto far parte della campagna promozionale per il prossimo film, ha dichiarato che questi ultimi non sarebbero stati inclusi in nessuna forma di marketing per Avengers: Endgame, benché tale decisione sarebbe potuta cambiare nel tempo. Feige ha presentato un making of del film durante il CineEurope, dichiarando che la campagna promozionale ufficiale per il film sarebbe incominciata alla fine del 2018 con la pubblicazione del titolo del film.
Il 7 dicembre 2018 è stato pubblicato il primo trailer del film, con il quale è stato rivelato anche il titolo della pellicola: Avengers: Endgame. Il trailer ha ottenuto 289 milioni di visualizzazioni nelle prime ventiquattro ore, diventando il trailer più visto di sempre in quel lasso di tempo, superando il primo trailer di Avengers: Infinity War (230 milioni). Il 3 febbraio 2019, in occasione del Super Bowl LIII, è stato pubblicato un nuovo spot. Il 14 marzo 2019 è stato pubblicato un secondo trailer, che con 268 milioni di visualizzazioni nelle prime ventiquattro ore, è diventato il secondo più visto di sempre in quel lasso di tempo, e il più visto di sempre per un secondo trailer. Il 2 aprile 2019 è stato pubblicato un terzo trailer. Il budget per la campagna pubblicitaria del film è stato di circa 200 milioni di dollari, superando il precedente record di Infinity War per la campagna promozionale più costosa per un film Marvel.
In occasione dell'uscita del film nelle sale americane, Google ha inserito un easter egg nel motore di ricerca; se si cerca "Thanos" compare nella schermata una miniatura del Guanto dell'infinito: cliccandola, scompaiono metà dei risultati della ricerca.

## Distribuzione

### Data di uscita
La première di Avengers: Endgame si è tenuta il 22 aprile 2019 a Los Angeles. L'uscita del film era inizialmente prevista nel Regno Unito per il 26 aprile 2019 e negli Stati Uniti d'America per il 3 maggio 2019, in IMAX e 3D. Tramite la pubblicazione del primo trailer del film, è stato reso noto che l'uscita nelle sale statunitensi è stata anticipata al 26 aprile 2019, mentre in Italia è uscito il 24 aprile 2019. In un'intervista Kevin Feige ha comunicato il ritorno del film al cinema nelle sale americane il 28 giugno 2019 e in Italia il 4 luglio. In questa nuova uscita è presente un tributo a Stan Lee, un messaggio del regista Anthony Russo, che anticipa una scena eliminata in precedenza con protagonista Hulk, vengono mostrati in anteprima i primi minuti di Spider-Man: Far from Home e infine è incluso un messaggio di ringraziamento ai fan da parte dei Marvel Studios.
Le date di uscita internazionali nel corso del 2019 sono state:
- 24 aprile negli Emirati Arabi Uniti, Austria, Australia, Belgio, Cina, Colombia, Cipro, Germania, Danimarca, Egitto, Finlandia, Francia, Grecia (Εκδικητές: Η Τελευταία Πράξη), Hong Kong, Indonesia, Israele, Sud Corea, Libano, Malaysia, Paesi Bassi, Norvegia, Nuova Zelanda, Filippine, Paraguay, Arabia Saudita, Svezia, Singapore, Taiwan e Kosovo
- 25 aprile in Argentina, Brasile (Vingadores: Ultimato), Costa Rica, Spagna (Vengadores: Endgame), Regno Unito, Ungheria (Bosszúállók: Végjáték), Irlanda, Cambogia, Kuwait, Montenegro, Perù, Polonia (Avengers: Koniec gry), Portogallo (Vingadores: Endgame), Romania (Razbunatorii: Sfarsitul jocului), Serbia (Osvetnici: Kraj igre), Slovacchia, Turchia e Ucraina (Месники: Завершення)
- 26 aprile in Bangladesh, Bulgaria (Отмъстителите: Краят), Canada, Estonia (Tasujad: Lõppmäng), India, Giappone, Sri Lanka, Lituania (Keršytojai: Pabaiga), Marocco, Messico, Nepal, Pakistan e Vietnam (Avengers: Hoi Ket)
- 28 aprile in Armenia
- 29 aprile in Russia (Мстители: Финал)

Avengers: Endgame è stato uno dei primi film a essere distribuito sul servizio di streaming Disney+.

### Edizione italiana
La direzione del doppiaggio e i dialoghi italiani sono stati curati da Marco Guadagno, per conto della Dubbing Brothers Int. Italia.

### Edizioni home video
Il film è disponibile in formato digitale dal 30 luglio 2019 e in DVD, Blu-ray, 4K Ultra HD dal 13 agosto. Le versioni fisiche contengono tante scene inedite, un tributo all'icona dei fumetti Marvel e il making of.

## Accoglienza

### Incassi
Avengers: Endgame ha incassato 858373000 $ in Nord America e 1941066100 $ nel resto del mondo, per un incasso complessivo di 2799439100 $, a fronte di un budget di produzione di $356 milioni.
Globalmente il film ha esordito con 1,223 miliardi di dollari nei primi cinque giorni, stabilendo il nuovo record per il miglior incasso d'esordio, battendo Avengers: Infinity War ($640,5 milioni).
Il film ha incassato 1 miliardo di dollari dopo soli 5 giorni di programmazione, battendo il precedente record di Avengers: Infinity War (11 giorni). È il trentanovesimo film nella storia del cinema a superare il miliardo di dollari globalmente, l'ottavo dei Marvel Studios, il ventesimo distribuito dalla Disney e il secondo del 2019 a raggiungere tale traguardo. Il 4 maggio 2019, in soli 11 giorni, raggiunge il traguardo dei $2 miliardi di incasso, quinto film a superare questa soglia, il terzo della Disney. Il 5 maggio 2019 raggiunge un incasso di $2,194 miliardi, diventando il film di supereroi con i maggiori incassi di sempre, superando Avengers: Infinity War ($2,048 miliardi), e diventando il secondo maggior incasso nella storia del cinema, superando Titanic ($2,194 miliardi). Il 21 luglio 2019 è diventato il film con i maggiori incassi di sempre, superando il precedente record di Avatar ($2,790 miliardi), ma è stato nuovamente superato da quest'ultimo nel marzo 2021, tornando così al secondo posto. Il film è il maggior incasso mondiale del 2019, il maggior incasso in Nord America del 2019, il secondo maggior incasso nella storia del cinema, il secondo maggior incasso di sempre in Nord America e il film di supereroi con i maggiori incassi di sempre.

#### Nord America

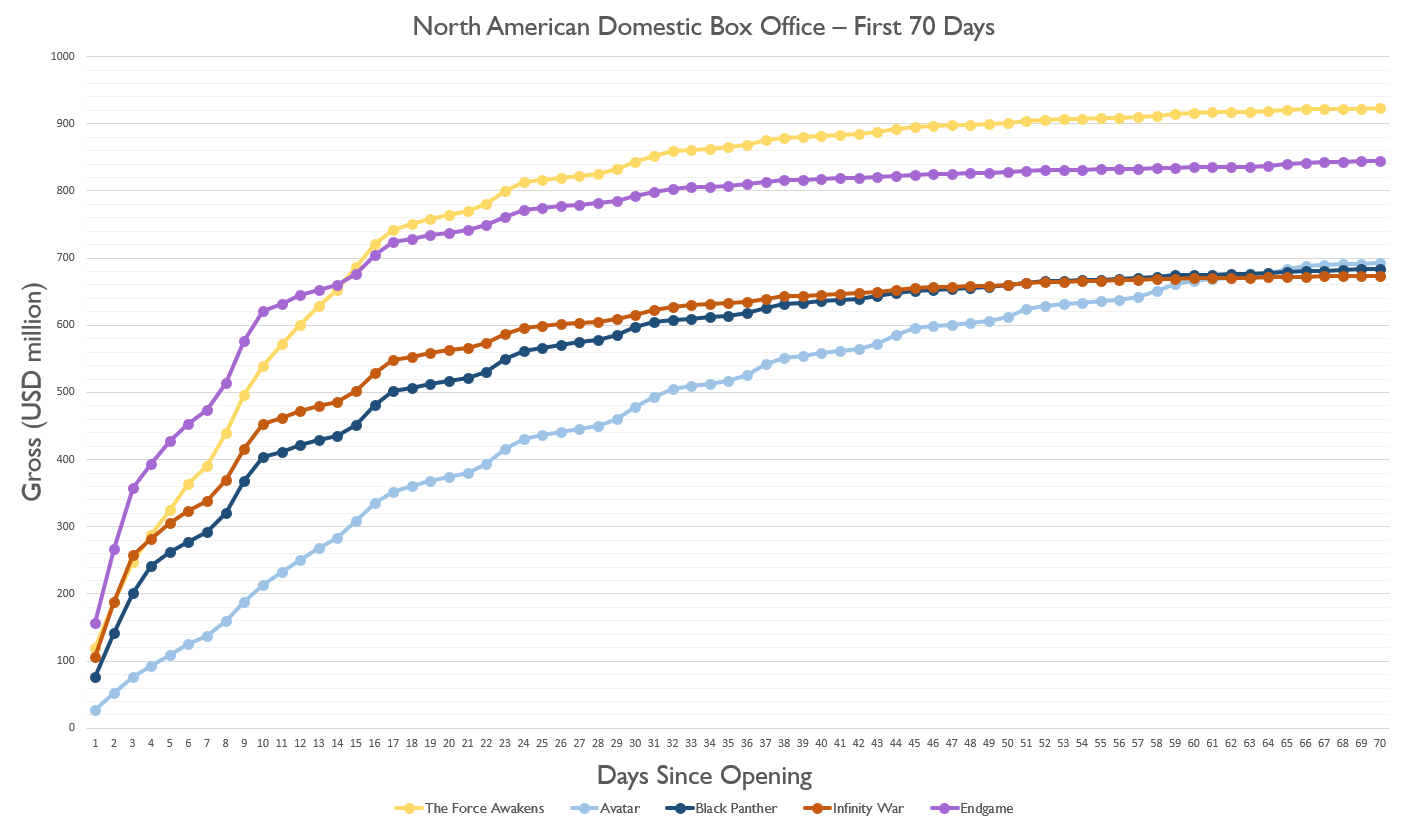
Gli incassi di Avengers: Endgame (viola) nei loro primi 70 giorni di apertura in Nord America

Alle anteprime del giovedì sera in Nord America il film ha incassato $60 milioni, stabilendo il nuovo record per il miglior incasso alle anteprime, battendo Star Wars - Il risveglio della Forza ($57 milioni). Nel primo giorno di programmazione ha incassato $157,5 milioni in 4,662 schermi, nuovo record per il miglior giorno esordio, superando Il risveglio della Forza ($119,1 milioni). Nel week-end d'esordio ha incassato $357,1 milioni, stabilendo il nuovo record per il miglior incasso d'esordio, battendo Avengers: Infinity War ($257,7 milioni). Nella prima settimana di programmazione ha ottenuto un incasso di $473,9 milioni, miglior settimana d'esordio di sempre, battendo il precedente record de Il risveglio della Forza ($390,9 milioni). Nel secondo week-end ha incassato $147,4 milioni, il secondo migliore di sempre dietro solo a Il risveglio della Forza ($149,2 milioni). Nel terzo week-end ha incassato $63,3 milioni, il quinto migliore di sempre. Il 12 maggio 2019 raggiunge un incasso di $723,7 milioni, diventando il film di supereroi con il maggiore incasso in Nord America, superando Black Panther ($700,1 milioni), e diventando il terzo maggiore incasso di sempre in Nord America. Nel quarto week-end ha incassato $30 milioni. Il 19 maggio 2019 raggiunge un incasso di $771,4 milioni, diventando il secondo maggiore incasso di sempre in Nord America, superando Avatar ($760,5 milioni). Il 27 maggio 2019 raggiunge gli $800 milioni d'incasso, secondo film a superare questa soglia dopo Il risveglio della Forza.

#### Internazionale
Nel primo week-end di programmazione il film ha incassato internazionalmente $866,5 milioni, nuovo record per miglior esordio internazionale, superando Fast & Furious 8 ($443,1 milioni). Al 28 aprile 2019 i mercati maggiori erano Cina ($330,5 milioni), Regno Unito ($56 milioni), Corea del Sud ($46,9 milioni), Messico ($31,9 milioni), Australia ($31,2 milioni), Germania ($27,1 milioni), India ($26,8 milioni), Brasile ($26,4 milioni), Francia ($25 milioni). Il 1º maggio 2019 ha superato il miliardo di dollari di incasso internazionale, diventando il terzo film della Disney e l'ottavo di sempre a superare tale traguardo. In Italia ha incassato 30282131 €, risultando essere il 14º maggior incasso di sempre.

### Critica
Il film è stato accolto positivamente dalla critica. Sull'aggregatore di recensioni Rotten Tomatoes ottiene il 94% delle recensioni professionali positive, con un voto medio di 8,2 su 10 basato su 556 critiche; il consenso critico del sito recita: "Emozionante, divertente ed emotivamente d'impatto, Avengers: Endgame fa tutto il necessario per offrire un finale soddisfacente all'epica Saga dell'Infinito della Marvel". Su Metacritic ha un punteggio di 78 su 100 basato su 57 recensioni.

## Riconoscimenti
- 2020 – Premio Oscar[3]
  - Candidatura ai migliori effetti speciali a Dan DeLeeuw, Russell Earl, Matt Aitken e Dan Sudick
- 2020 – Premio BAFTA[116]
  - Candidatura ai migliori effetti speciali a Dan DeLeeuw e Dan Sudick
- 2020 – Art Directors Guild Awards[117]
  - Miglior scenografia in un film fantastico a Charles Wood
- 2019 – Chicago Film Critics Association Awards[118]
  - Candidatura al miglior utilizzo degli effetti speciali
- 2020 – Costume Designers Guild Awards[119]
  - Candidatura ai migliori costumi in un film fantastico / di fantascienza a Judianna Makovsky
- 2020 – Critics' Choice Awards[120]
  - Migliori effetti speciali
  - Miglior film d'azione
  - Candidatura al miglior film sci-fi/horror
- 2019 – Golden Trailer Awards[121]
  - Best Fantasy Adventure a "Reflections" (MOCEAN)
  - Best Fantasy Adventure TV Spot (for a Feature Film) a "Overpower" (MOCEAN)
  - Candidatura al Best Original Score a "Capstone" (MOCEAN)
  - Candidatura al Best Action TV Spot (for a Feature Film) a "Super Bowl Spot" (The Hive)
  - Candidatura al Best Fantasy Adventure Poster a "Payoff One-Sheet" (LA/Lindeman Associates)
  - Candidatura al Best International Poster a "Payoff One-Sheet" (LA/Lindeman Associates)
- 2019 – MTV Movie & TV Awards[122]
  - Miglior film
  - Miglior supereroe a Robert Downey Jr. (Iron Man)
  - Miglior villain a Josh Brolin
  - Candidatura al miglior combattimento a Chris Evans e Josh Brolin
- 2019 – E! People's Choice Awards[123]
  - Miglior film del 2019
  - Miglior film d'azione del 2019
  - Attore preferito in un film del 2019 a Robert Downey Jr.
  - Candidatura all'attore preferito in un film del 2019 a Chris Hemsworth
  - Candidatura all'attrice preferita in un film del 2019 a Scarlett Johansson
  - Candidatura all'attore o attrice preferito/a in un film d'azione del 2019 a Robert Downey Jr.
  - Candidatura all'attore o attrice preferito/a in un film d'azione del 2019 a Chris Evans
- 2019 – Satellite Award[124]
  - Candidatura ai migliori effetti visivi a Dan DeLeeuw, Matt Aitken, Russell Earl e Dan Sudick
  - Candidatura al miglior sonoro a Shannon Mills, Daniel Laurie, Tom Johnson, Juan Peralta e John Pritchett
- 2019 – Saturn Award[125]
  - Migliore trasposizione da fumetto a film
  - Miglior attore a Robert Downey Jr.
  - Miglior scenografia a Charles Wood
  - Miglior montaggio a Jeffrey Ford e Matthew Schmidt
  - Miglior trucco a John Blake e Brian Sipe
  - Migliori effetti speciali
  - Candidatura al miglior attore a Chris Evans
  - Candidatura al miglior attore non protagonista a Jeremy Renner
  - Candidatura alla miglior attrice non protagonista a Karen Gillan
  - Candidatura alla miglior attrice non protagonista a Scarlett Johansson
  - Candidatura alla miglior regia ad Anthony e Joe Russo
  - Candidatura alla migliore sceneggiatura a Christopher Markus e Stephen McFeely
  - Candidatura alla miglior colonna sonora ad Alan Silvestri
  - Candidatura ai migliori costumi a Judianna Makovsky
- 2020 – Screen Actors Guild Awards[126]
  - Migliori controfigure cinematografiche
- 2019 – Teen Choice Awards[127]
  - Miglior film d'azione
  - Miglior attore di un film d'azione a Robert Downey Jr.
  - Miglior attrice di un film d'azione a Scarlett Johansson
  - Miglior villain a Josh Brolin
  - Candidatura al miglior attore di un film d'azione a Chris Evans
  - Candidatura al miglior attore di un film d'azione a Chris Hemsworth
  - Candidatura al miglior attore di un film d'azione a Paul Rudd
  - Candidatura alla miglior attrice di un film d'azione a Brie Larson
  - Candidatura alla miglior attrice di un film d'azione a Zoe Saldana

## Sequel
Al San Diego Comic-Con 2022 sono stati annunciati un quinto e un sesto film sugli Avengers, il primo precedentemente intitolato Avengers: The Kang Dynasty e il secondo intitolato Avengers: Secret Wars, che usciranno rispettivamente il 18 dicembre 2026 e 18 dicembre 2027 negli Stati Uniti. Pochi giorni dopo è stato rivelato che sarebbe stato Destin Daniel Cretton a dirigere Avengers 5. Nel settembre 2022 è stato annunciato Jeff Loveness come sceneggiatore di Avengers 5, mentre il mese successivo è stato annunciato Michael Waldron come sceneggiatore di Secret Wars. Nel novembre 2023 è stato rivelato che Loveness e Cretton non sarebbero più stati lo sceneggiatore e il regista di Avengers 5, e poco tempo dopo è stato annunciato che Michael Waldron sarebbe stato lo sceneggiatore di entrambi i film. Al Comic-Con di San Diego del 2024 è stato cambiato il titolo da Avengers: The Kang Dynasty a Avengers: Doomsday con villain il Dottor Destino (interpretato da Robert Downey Jr.) anziché Kang il Conquistatore. Il 26 marzo è stato annunciato l'inizio delle riprese oltre a parte del cast che comprende 27 attori.